# Korte Sint-Annastraat (Brugge)
De Korte Sint-Annastraat is een straat in Brugge.

## Beschrijving
De omgeving rond de Sint-Annakerk werd, na de afschaffing van het kerkhof, bouwgrond en zo ontstond in de 19de eeuw het Sint-Annaplein.
Aan een smalle doorgang van de Molenmeers naar dit nieuwe plein (eigenlijk een straat rondom de kerk) werd niet geraakt, omdat verschillende huizen in de Molenmeers er een uitgang hadden. Deze smalle doorgang kreeg de naam Korte Sint-Annastraat.
De Korte Sint-Annastraat loopt van de Molenmeers naar het Sint-Annaplein.